# Universidade do Estado da Geórgia
A Universidade do Estado da Geórgia (em inglês:  Georgia State University, GSU) é uma universidade localizada no centro de Atlanta, na Geórgia, Estados Unidos. Foi inaugurada em 1913. Atualmente possui cerca de 30 mil estudantes. É uma das quatro universidades de pesquisa do Sistema de Universidades da Geórgia.